# Beurey-sur-Saulx
Beurey-sur-Saulx è un comune francese di 442 abitanti situato nel dipartimento della Mosa nella regione del Grand Est.

## Storia
Durante la seconda guerra mondiale, il 29 agosto 1944, i soldati tedeschi della 3. Panzergrenadier-Division della Wehrmacht, massacrarono 86 abitanti di cinque villaggi vicini: Beurey, Robert-Espagne, Trémont-sur-Saulx, Couvonges e Mognéville.

### Simboli
Le tre pere sono della varietà "beurré" e sono un'arma parlante per il toponimo Beuerey, Saulx è rappresentato dai rami di salice (in francese saule, dal latino salix). La croce ancorata ricorda che Beurey fu un tempo baronia sotto la signoria della famiglia de Stainville (il cui blasone era d'oro, alla croce ancorata di rosso). Gli smalti azzurro e oro rimarcano l'antica dipendenza del villaggio dal Barrois mouvant.
La fiamma è un omaggio alle vittime del 29 agosto 1944.

## Società

### Evoluzione demografica
Abitanti censiti